# San Marcello (titre cardinalice)
Le titre cardinalice de Saint-Marcel est érigé par le pape Marcel Ier en 304 et rattaché à l'église San Marcello al Corso.

## Titulaires
| - Stefano (494-?) - Vilio (590-?) - Giovanni (731-avant 761) - Benedetto (761-?) - Anastase le Bibliothécaire (847-850?) - Martino (853-?) - Giovanni (1012-avant 1033) - Giovanni (1033-avant 1088) - Oderisio (ou Oderisius), O.S.B. (1088-1099) - Pietro Capuano (1099-circa 1112) - Pietro Gherardesca (1112-1117) - Pierre de Fontaines (1130-1140); pseudo-cardinal de l'antipape Anaclet II - Giulio (1144-1158) - Konrad von Wittelsbach (1163) - Mathieu d'Anjou (1178-1183 o 1184) - Adelardo Cattaneo (ou Alardo) (1185-1188) - Fidanzio (1193-circa 1197) - Gérard (ou Girard), O.Cist. (1199-circa 1200) - Pietro Caputo, dei Signori di Capua (1201-circa 1214) - Niccolò Conti di Segni (1228-1239) - Pierre de Bar (ou de Barro), O.Cist. (1244-1252) - Guillaume Vicedomino de Vicedominis, in commendam (1275-1276) - Jacopo Colonna, in commendam (1278-1294) - Nicolas de Nonancour (ou l'Aide) (18 septembre 1294-13 octobre 1294) - Arnaud Frangier de Chanteloup (ou Frigier) (1305-1313) - Bertrand du Pouget (ou Poyet) (1316-1327) - Androin de la Roche (1361-1369) - Jean le Fèvre (ou Fabri ou Lefèbre) (1371-1372) - Bertrand de Cosnac, C.R.S.A. (1372-1374) - Jean de La Grange, O.S.B. (1375-1394) - Bartolomeo Mezzavacca (1378-1385) - Stefano Palosio (1384-1396) - Antonio Casini (1426-1439) - Niccolò d'Acciapaccio (1439-1447) - François de Meez, O.S.B. (1440-1444), pseudo-cardinal de l'antipape Félix V - Guillaume-Hugues d'Estaing, (1444-1450), pseudo-cardinal de l'antipape Félix V - Giovanni Michiel (1484-1491) - Vacance (1491-1503) - Pedro Luis de Borja Llançol de Romaní (1503-1511) - Francisco de Remolins (1511-1517) - Guillén-Ramón de Vich y de Vallterra (1517-1525) - Enrique de Cardona y Enríquez (1527-1530) - Egidio da Viterbo, O.E.S.A. (1530-1532) - Marino Grimani (1532-1539) - Dionisio Neagrus Laurerio, O.S.M. (1540-1542) - Marcello Crescenzi (1542-1552) | - Miguel de Silva (1552-1553) - Girolamo Verallo (1553-1555) - Girolamo Dandini (1555-1559) - Giovanni Andrea Mercurio (1560-1561) - Marco Antonio Amulio (1561-1572) - Marcantonio Bobba (1572-1575) - Vacance (1575-1584) - Giambattista Castagna (pape Urbain VII) (1584-1590) - Benedetto Giustiniani (1591-1599) - Paolo Emilio Zacchia (1599-1605) - Innocenzo del Bufalo (1605-1606) - François d'Escoubleau de Sourdis (1606-1621) - Francesco Cennini de' Salamandri (1621-1641) - Pierdonato Cesi (1642-1656) - Camillo Melzi (1657-1659) - Giambattista Spada (1659-1673) - Federico Baldeschi Colonna (ou Ubaldi) (1675-1685) - Pier Matteo Petrucci, C.O. (1687-1701) - Gianalberto Badoaro (ou Baduaro) (1706-1712) - Luigi Priuli (1712-1714) - Wolfgang Hannibal von Schrattenbach (1714-1738) - Vacance (1738-1743) - Raffaele Cosimo De Girolami (1743-1748) - Mario Millini (ou Mellini) (1748-1756) - Antonio Maria Erba-Odescalchi (1759-1762) - Ludovico Merlini (1762) - Giuseppe Simonetti (1766-1767) - Vacance (1767-1802) - Carlo Francesco Maria Caselli, O.S.M. (1802-1828) - Thomas Weld (1830-1837) - Chiarissimo Falconieri Mellini (1838-1859) - Vacance (1859-1874) - Mariano Falcinelli Antoniacci, O.S.B. (1874) - Salvatore Nobili Vitelleschi (1875) - Luigi di Canossa (1877-1900) - Casimiro Gennari (1901-1914) - Francis von Bettinger (1914-1917) - Francesco Ragonesi (1921-1931) - Maurilio Fossati, O.SS.G.C.N. (1933-1965) - Carlo Grano (1967-1976) - Dominic Ignatius Ekandem (1976-1995) - Édouard Gagnon, P.S.S. (1996-2007) - Agustín García-Gasco Vicente (2007-2011) - Giuseppe Betori (2012- ) |